# Fritz Wolffheim
Fritz Wolffheim (Berlin, 30 de octubre de 1888-campo de concentración de Ravensbrück, 17 de marzo de 1942) fue un líder nacional-bolchevique y sindicalista.

## Biografía
Hijo de un rico comerciante judío que se formó como contador.
En 1909, comenzó a integrarse en el Partido Socialdemócrata de Alemania ("Sozialdemokratische Partei Deutschlands" - SPD), trabajando para varios periódicos del partido.
De 1910 a 1913 vivió en San Francisco (California), donde fue miembro del Partido Socialista de América ("Socialist Party of America") y fue editor de la "Pacific Coast Forward", una publicación fundada en 1905 por la organización sindical "Industrial Workers of the World" (IWW) con sede en Chicago (Estados Unidos), del cual fue miembro.
En 1913 se traslada a Hamburgo, donde desde el comienzo de la Primera Guerra Mundial los opositores a la "política de tregua" ("Burgfrieden") del SPD comenzaron a unirse a él y a Heinrich Laufenberg. Estrechamente afiliado a los "Internationale Kommunisten Deutschlands", los dos (Wolffheim y Laufenberg) publicaron el periódico "Der Kampf" entre 1915 y 1918. Fue arrestado varias veces por actividades contra la guerra. En 1918, Wolffheim fue inicialmente uno de los líderes del Consejo de Trabajadores y Soldados de Hamburgo, pero tuvo que ir a un sanatorio desde mediados de noviembre de 1918 hasta mayo de 1919 a causa de un problema nervioso.
En 1919 Wolffheim se unió al Partido Comunista de Alemania ("Kommunistische Partei Deutschlands" - KPD), donde inicialmente fue uno de los portavoces más importantes de la izquierda antiparlamentaria junto a Laufenberg y Otto Rühle.
En octubre de 1919, él y Laufenberg fueron expulsados del KPD. En esa época, Laufenberg y Wolffheim entendían que era necesaria la existencia de una organización económica de combate como base de masas y de un partido que actuara principalmente en la teoría y la propaganda. Este concepto estuvo dentro del Movimiento Concejal hasta alrededor de 1922, pero luego fue abandonado por la mayoría a favor de una organización unitaria.
En 1922, se mudó a Brieselang, donde, en 1923, se casó con Louise Wegner.
Después de ser expulsado del KPD, juntamente con Laufenberg, fundó el “Partido Comunista de Hamburgo/ Sección de la IWW” ("Kommunistische Partei Hamburg"/Sektion der IWW" - KPH/IWW).
En abril de 1920, el KPH se fusionó con el Partido Comunista Obrero de Alemania ("Kommunistischen Arbeiter-Partei Deutschlands" - KAPD), en el que él y Laufenberg pertenecían a la llamada ala nacional-bolchevique.
En agosto de 1920, dejó el KAPD, juntamente con la ala nacional-bolchevique, que también contó con la participación de Laufenberg y Arthur Goldstein. En ese momento, el ala nacional-bolivique ya abogaba por priorizar la lucha por la liberación nacional de Alemania (la lucha contra el Tratado de Versalles de 1919) y, por tanto, buscaba acercarse a sectores de la burguesía alemana.
Posteriormente, junto con Laufenberg, dirigió la "Bund der Kommunisten" (Liga de los Comunistas), hasta 1925.
Entre 1925 e 1929, ya separado de Laufenberg, intentó varias veces ser reincorporado al KPD, que, bajo la influencia de Karl Radek había adoptado algunas tesis "nacional-bolcheviques". Este período se desarrolló ideológicamente más y más lejos del marxismo y hacia las ideas völkisch-socialistas y, por lo tanto, en 1930, se unió al "Gruppe Sozialrevolutionärer Nationalisten", liderado por Karl Otto Paetel.
A fines de 1936 fue arrestado y, en 1942, murió en el campo de concentración de Ravensbrück.